# Antoine d'Aguesseau
 (avril 2012).
Si vous disposez d'ouvrages ou d'articles de référence ou si vous connaissez des sites web de qualité traitant du thème abordé ici, merci de compléter l'article en donnant les références utiles à sa vérifiabilité et en les liant à la section « Notes et références ».
Pour les articles homonymes, voir Famille d'Aguesseau et D'Aguesseau.
Antoine d'Aguesseau, seigneur du Puiseux, est un magistrat français, né en 1587, et mort à Paris le 16 janvier 1645.

## Biographie
Origine d'une famille importante de la magistrature française, il est le fils de François Aguesseau, commerçant et échevin d'Amiens, anobli en 1594. 
Antoine d'Aguesseau devint lieutenant-criminel au Châtelet de Paris, puis maître des requêtes en 1622, président au Grand Conseil en 1624, conseiller au conseil d'État et au conseil de Direction. 
En 1632, il est premier président du parlement de Bordeaux grâce au soutien du Cardinal de Richelieu[réf. nécessaire].

## Famille
- François Aguesseau, seigneur de La Calletière en Saintonge et de Puiseux (près de Beaumont-en-Beauvaisis), marié, par contrat de mariage passé le 10 mai 1580, à Françoise Le Gay, fille de Jean Le Gay, seigneur de Rouquerolles[2]
  - François II d'Aguesseau ( -1637), marié avec Catherine Godet de Soudé
    - François III d’Aguesseau ( -1690), seigneur de Puiseux, d'Offins, de Valjouan et de Marcheguyon, secrétaire du Roi[3]
    - Madeleine d'Aguesseau mariée à Henri Rogier
    - Marguerite d'Aguesseau ( -1721), marié en 1667 avec Michel de Conflans (1632-1712)

  - Antoine d'Aguesseau marié en premières noces avec Anne Blondeau 
    - Marie d'Aguesseau ( -1704), mariée avec Claude, seigneur du Housset, marquis de Trichâteau, intendant de finances et chancelier de Monsieur
    - François d'Aguesseau, seigneur de Puiseux, maître des requêtes, marié en 1658 avec Hélène de Pleurre (1639-1659)

- marié en deuxièmes noces avec Françoise Mareschal, fille de Pierre Mareschal, seigneur de Fontenay, président de la Chambre des comptes de Bourgogne, sans descendance
- marié en troisièmes noces, par contrat du 13 mai 1634, avec Anne de Givès, fille de Nicolas de Givès (Gyves), seigneur Poully, correcteur aux comptes, veuve de François du Faure de la Roderie
- Henri d'Aguesseau (1635-1716) marié en 1663 avec Claire Eugénie Le Picart de Périgny ( -1713)

- Marie-Catherine d'Aguesseau (1663-1729) mariée en 1683 avec Charles-Marie de Saulx, comte de Tavannes (1649-1703)

- Charles Henry de Saulx, comte de Tavannes (1687-1761)
- Cardinal Nicolas de Saulx-Tavannes (1690-1759), grand aumônier de France
- Louise Éléonore de Saulx-Tavannes

- Jean-Baptiste-Paulin d'Aguesseau ( -1723), prêtre,
- Claire-Claude Thérèse d’Aguesseau ( -1701), religieuse à partir de 1683 dans la Congrégation des Filles de l'Enfance
- Henri François d'Aguesseau (1668-1751), chancelier de France, marié en 1694 avec Anne Françoise Lefèvre d'Ormesson
- Joseph Antoine d'Aguesseau (1676-1744) de Valjouan, marié en 1702 avec Louise Dubois,dame de Buillet ( -1723)
- Madeleine d'Aguesseau ( -1740) mariée à Pierre Hector Le Guerchois, seigneur d'Averton

- N d'Aguesseau ( -1644)
- Claude d'Aguesseau ( -1644)
- Catherine d'Aguesseau mariée avec François Texier, comte de Javerlhac

- Bernard Texier, comte de Javerlhac

- Philippe d'Aguesseau, marié en 1630 avec Madeleine Le Maistre de Bellejame
- Vincent d'Aguesseau